# マズヤド朝

マズヤド朝

マズヤド朝（マズヤドちょう）は、ヒッラを首都としたアラブ系シーア派イスラム王朝。王家は北アラブ系のアサド族に属する。ドゥバイス1世、同2世が中心となったのでドゥバイス朝とも呼ばれる。バサーシーリーの乱やアッバース朝のムスタルシドの対セルジューク朝戦争などにも関わった。イラク中央部に勢力を持ち、十字軍のラテン語資料では「アラブの王」と呼ばれるほどの強勢であったが、12世紀半ばにアッバース朝の攻撃を受け、ヒッラを逐われて王朝の中央イラク支配は途絶えた。

## マズヤド朝の君主
1. アリー1世・イブン・マズヤド・アル＝ナーシリー、サナーッダウラ（961年 - 1017年）
2. ドゥバイス1世・イブン・アリー、ヌールッダウラ（1017年 - 1082年）
3. マンスール・イブン・ドゥバイス（1082年 - 1086年）
4. スィドカ1世・イブン・マンスール、アブル＝ハサン・サイフッダウラ・ファクルッディーン（1086年 - 1108年）
5. ドゥバイス2世・イブン・スィドカ、ヌールッダウラ（1108年 - 1135年）
6. ムハンマド・イブン・ドゥバイス（1135年 - 1138年）
7. アリー2世・イブン・ドゥバイス（1145年 - 1150年?）
8. ムハルヒル・イブン・アリー（1150年? - 1163年）